# Monte (deser)

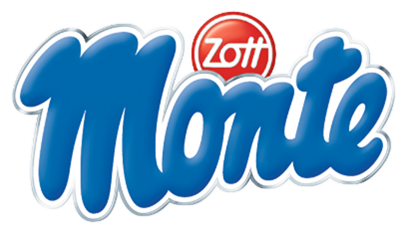
Logo Monte

Monte – marka deserów mlecznych produkowanych przez przedsiębiorstwo mleczarskie Zott. Monte jest deserem zrobionym z mleka, czekolady i orzechów laskowych. Zott Monte reklamuje się hasłem: pełny smak, pełna moc, pełna zabawa!. Monte jest jedną z najbardziej znanych marek Zott na całym świecie, będąc dystrybuowanym w ponad 40 krajach. Jednocześnie asortyment produktów marki różni się w zależności od kraju.

## Zakres produktów

Produkty Monte

| Klasyczne                      | Złożone z dwóch kubeczków                                 | Monte Plus (zmieszane z dodatkowym sosem)                   | Monte 2Go (do podróży)                                 | Wersje limitowane |
| ------------------------------ | --------------------------------------------------------- | ----------------------------------------------------------- | ------------------------------------------------------ | ----------------- |
| Monte 4 × 55 g                 | Monte Butter Biscuits (z dodatkiem herbatników maślanych) | Monte plus Caramel-Sauce (zmieszane z sosem karmelowym)     | Monte Drink (napój o smaku Monte)                      | Monte White       |
| Monte 6x55g                    | Monte Cappuccino-Balls (z dodatkiem kuleczek cappuccino)  | Monte plus Chocolate-Sauce (zmieszane z sosem czekoladowym) | Monte Snack (biszkopt z kremem mlecznym o smaku Monte) | –                 |
| Monte Maxi 4x100g              | Monte Crunchy (z dodatkiem chrupiącego musli)             | Monte plus Cappuccino-Sauce (zmieszane z sosem kawowym)     | –                                                      | –                 |
| Pojedyncze kubeczki Monte 160g | Monte Cherry (z dodatkiem wsadu wiśniowego)               | –                                                           | –                                                      | –                 |

## Historia
Monte po raz pierwszy wprowadzono na rynek 1 kwietnia 1996 r. w Niemczech. W latach 1997–2001 Zott rozpoczął ekspansję swojej marki do wielu europejskich krajów, tj. m.in. do: Czech, Austrii, Rosji, Belgii, Słowenii, Słowacji, Bośni, Chorwacji, Polski, Estonii, Łotwy, Litwy, Malty, Macedonii, Kosowa i Serbii. Obecnie marka Monte dostępna jest w ponad 40 krajach.

### Spis działań marki
- 2003 Monte stworzyło mlecznego psa o imieniu Monti, który reklamuje od tego dnia ich produkty
- 2007 Monte wprowadziła promocję, dołączając do swoich opakowań tatuaże z filmu Shrek 3.
- 2008 Wprowadzenie nowych jednostek Monte 6x55g i 4x100g.
- 2012 Monte wprowadziło w Niemczech produkty o mniejszej zawartości cukru.
- 2013 Wprowadzenie nowych, dwukubeczkowych opakowań. W ramach dodatkowego kubeczka, pojawiły się nowe dodatki, tj. płatki musli, wsad wiśniowy itp.
- 2014 Rozszerzenie oferty produktów marki o Monte Plus. Produkt ten powstał, przez dodanie różnych sosów (karmelowy, czekoladowy lub cappuccino) do klasycznego Monte. Ponadto Zott wprowadził w tym roku Monte Snack. Przekąska składa się z mlecznej śmietany, czekolady i kremu z orzechów laskowych, które są umieszczone pomiędzy dwoma kawałkami ciasta.
- 2015 Rozszerzenie asortymentu dwu-kubeczkowego Monte o nowe smaki (Choco-Flakes, Choco-Balls, Cacao-Cookies i Waffle-Sticks).
- 2017 Wprowadzone zostały nowe smaki Monte (Monte White, Limitowana edycja Monte Smerfy z ciasteczkami, ekskluzywne Monte tworzone przez fanów w ramach akcji MONTErzy)

## Reklama
W 2010 roku Zott podjęła współpracę z niemieckim bramkarzem René Adlerem i jego bratem Rico do stworzenia kilku reklam marki Monte wraz z ich udziałem. W 2013 r. Zott pozyskał nowych ambasadorów marki. Zostali nimi mistrz świata w windsurfingu Philip Köster oraz jego siostra Kyra. W tym samym roku, dwa nowe produkty marki: Monte Cherry i Monte Crunchy zostały wprowadzone na polski rynek, poprzez kampanię reklamową prowadzoną we współpracy z polską gwiazdą siatkówki Bartoszem Kurkiem. Również w 2013 roku, nowym ambasadorem marki został węgierski muzyk Csaba Vastag.